# ジャック×ダクスター 〜エルフとイタチの大冒険〜
『ジャック×ダクスター 〜エルフとイタチの大冒険〜』（ジャックンダクスター エルフとイタチのだいぼうけん、Jak and Daxter: The Lost Frontier）は、ソニー・コンピュータエンタテインメント（SCE）より2009年11月19日に発売されたPlayStation Portable用アクションアドベンチャーゲーム。開発はハイインパクトゲームズ。

## 概要
北米などで人気を博していたアクションアドベンチャーゲーム『ジャック×ダクスター』シリーズの第6作目。外伝を除いたメインシリーズとしては4作目にあたる。日本で発売されたシリーズ作品としては3作目。旧作のリメイクや移植ではなく新作である。
北米では2009年11月3日に発売。日本でも同年11月19日に発売された。
ジャック×ダクスターシリーズの日本発売は『ジャック×ダクスター2』（2004年3月）以来実に5年8ヶ月ぶり、本家北米でも前作『Daxter』（2006年3月, 外伝）から約3年8ヶ月、最後の本編作品『Jak 3』（2004年11月）からは約5年ぶりの新作となった。日本ではPlayStation Portable用のみの発売だが、海外ではPlayStation PortableおよびPlayStation 2の2種類のハードで発売された。このようなマルチ展開が行われるのはシリーズ初である。
2009年4月1日に発売が発表されたことから、エイプリルフールと誤解されるのを避けるため、開発元のホームページには「エイプリルフールではない」という一文が強調されていた。
なお、今作はシリーズとしては初のCERO『B』（12歳以上対象）の作品となる。

### 開発会社
これまでのシリーズ作品はすべてノーティドッグまたはその子会社レディアットドーンが開発していたが、本作はそうならず、ラチェット&クランクシリーズなどの開発を行うインソムニアックゲームズの子会社ハイインパクトゲームズが開発を担当することとなった（実際にハイインパクトゲームズもラチェット&クランクシリーズの一部の作品の開発を行っている）。ノーティドッグとインソムニアックゲームズは会社同士の親交が深く、これまでもジャックシリーズとラチェットシリーズ内で複数のコラボ企画が見られたが、本作のように「ラチェット」の開発チームが直接「ジャック」の開発を行うのは初めてのこと。

## ストーリー
エコが枯渇し、バランスが崩れた世界を救うためにエコの源を探しに出たジャックたち。その途中、ジャックたちの乗る戦闘機「ヘルキャット」がスカイパイレーツと名乗る海賊に襲われ、世界の果て「ブリンク」の小島に不時着してしまう。不時着した地点の周囲を探索していると、緑のエコが詰まったクリスタルを発見した。

ジャックたちは再び飛び上がったヘルキャットでエアロパの戦艦を襲う海賊と応戦し、撃退。そのお礼として、エアロパの指導者「スカイヒード」にエアロパの町へと招待されることになる。
時系列的には『Jak X: Combat Racing』後の物語である。

## キャラクター

### 主要キャラクター
ジャック (Jak)
声 - 森久保祥太郎
本作の主人公。耳の長いエルフという種族の青年である。『ジャック×ダクスター2』から比べると性格は少し丸くなったが、まだ少し怒りっぽい。
今作では自ら「ダークジャック」への変身を禁じており、代わりに「エコパワー」という新アクションが追加されている。また『2』から追加されたガンアクションも健在。
ダクスター (Daxter)
声 - 一龍斎貞友
ジャックの相棒。第1作『旧世界の遺産』でダークエコを全身に浴びたことよりイタチになってしまった元エルフ。
おしゃべり好きなのは相変わらずで、全キャラの中で最もよくしゃべる。今作では終始『Jak 3』で手に入れたパンツを穿いている。
ケイラ (Keira)
声 - 氷上恭子
本作のヒロイン。『Jak 3』ではあまり出番が少なかったが、本作では出番が多い。
ダークエコを集めケイラのところへ持っていけば、他の色つきエコの能力に変換してくれる。

### スカイパイレーツ
フェニックス (Phoenix)
声 - 平田広明
スカイパイレーツを束ねる若き男で、スカイパイレーツの母船「ファントム・ブレード」の船長。
エアロパ人の行動を阻止しようとしている。
クラウト (Klout)
声 - 松本大
スカイパイレーツの一員。大柄な体格で、体術を得意とするジャックをいとも簡単にひねり上げることができる。
女性パイレーツ (Lady Pirate)
声 - 根本圭子
ファードロップの酒場でジャックと出会った女パイレーツ。「プリカーソル・ルーン・スフィア」を賭けて対決することになる。
パイレーツ・ラジオ・ディスパッチャー (Pirate Radio Dispatcher)
声 - 伝坂勉
複数の空中ステージに設置されたパイレーツ・ラジオ・タワーから通信機越しに話しかけてくるパイレーツ。
一般パイレーツ
飛行船ファントム・ブレード内部や、ファードロップにいる一般的なスカイパイレーツ。施設の復興のために募金活動を行っているものもいる。

### エアロパ人
スカイヒード公爵 (Duke Skyheed)
声 - 小杉十郎太
エアロパ人をまとめている貴族。スカイパイレーツの奇襲を受けていたところを助けてもらったことから、ジャック、ダクスター、ケイラをエアロパシティに案内する。
ラスキン大臣 (Chancellor Ruskin)
声 - 浦山迅
年老いたスカイヒードの腹心。
エアロパシティの市民
エアロパシティを歩いている一般市民。

### その他
キャスタウェイ (Castaway)
声 - 緒方賢一
ブリンクの森に1人住んでいる白髪の老人。メカやエコについてかなりの知識をもっているが、記憶を無くしており、自分が何者かということも覚えていない。
メカに強く、自分を手伝わせるために多くのロボットを制作した。
バーター (Barter)
声 - 河本邦弘
ファードロップで酒場を営んでいる気前のいいラーカー。ファードロップがダークエコミュータントに襲われた際に助けることになる。
その後も旅に必要な物資を渡す代わりに酒場を盛り上げてほしいと依頼してくる。
ダーク・ハードペック (Ace Pitrate)
声 - 堂坂晃三
空中ステージ内で、ジャックにターゲットレースを持ちかけてくる飛行機乗り。
プリカーソルの像
声 - ?
古代プリカーソル人たちが残したプリカーソル文明の像。各空中ステージに1体のプリカーソルの像がおり、ジャックにダークエコクリスタルを破壊するミッションを依頼してくる。

## ジャックのアクション

### 通常アクション
ジャックが素手で繰り出す体術アクション。
これまでの作品同様パンチ、キック、ジャンプなど単一のボタンで繰り出せる「基本アクション」と、複数のボタンを組み合わせることで繰り出せる「コンボアクション」がある。ただし、対応機種がPS2からPSPに変わりボタン数が減ったため、いくつかのアクションが使用できなくなっている。

### ガンスタッフ
ケイラが作った戦闘用の長い棒。ガンのパーツを装備すると銃機構が使えるようになる。銃機構は『ジャック×ダクスター2』や『Jak 3』における「モーフィング・ガン」とほぼ同等の機能をもっており、最終的に4種類のモードに変形可能になる。各モードの切り替えは「方向キー上」、銃の発射は「△ボタン」で行う。
イエローブラスター・ガン (Blaster)
エアロパシティで初めて手に入る遠距離攻撃用のガン。レーザーライトセンサーがついており、自動的に敵の方向に照準が合う。ジャンプアクションと組み合わせてコンボ射撃を繰り出すこともできる。
レッドバースト・ガン (Scatter Gun)
2番目に手に入る広範囲攻撃用のガン。一度に多くの敵にダメージを与えられるが、近くの敵にしか攻撃できない。
ブルーバルカン・ガン (Vulcan Fury)
連続攻撃が可能なバルカン砲。イエローブラスター同様自動照準が付いているため、自動的に敵の方向を向く。
ピースメーカー (Lobber)
ガンスタッフの最終形態。高い威力を誇るプラズマ砲弾を打ち出す。この「ピースメーカー」のみ過去作とエフェクトが異なっている。
なお海外では名称が「Lobber」となっており、従来の「ピースメーカー」（Piece Maker）とは別物とされている。

### エコパワー
各種エコの力を使い特殊な技を繰り出せる新システム。ステージ各地にいる「プリカーソルの像」から授けてもらえる。
エコアンプ (Eco Amplifier)
ストーリー初めに手に入る赤のエコのエコパワー。
赤いエネルギーの塊を前方に向かって発射し、それを銃で撃つことで大爆発を起こすことができる。
作中では「アンプリファイヤー」とも呼ばれていた。
エココンストラクト (Eco Construct)
緑のエコのエコパワー。
近くに緑のエコの結晶体を出現させることができる。特定の場所で使えば、崖や谷を渡るための足場を作ることができる。
エコロケットジャンプ (Eco Rocket Jump)
黄のエコのエコパワー。
両手から黄のエコの力を放出させ大ジャンプを繰り出せる。
エコシールド (Eco Shield)
緑のエコのエコパワー。
ジャックの周囲を緑のエコのシールドが覆い、一切の攻撃を受け付けなくなる。ただし、発動中はこちらも攻撃できない。
エコテレポート (Eco Teleport)
青のエコのエコパワー。
近くにある「小さなプリカーソルの像」とジャックの位置を入れ替えることができる。
エコリフレックス (Eco Reflexes)
青のエコのエコパワー。
一定時間だけジャックの周囲の時の流れを遅くする。『Jak 3』で登場したLight Jakの「Flash Freeze」と酷似した能力である。

## 作中用語
ブリンク (Brink)
「世界のはずれ」と言われている辺境の地。今回のストーリーの舞台である。
プリカーソル文明 (Precursors)
大昔に存在した古代文明。高い技術力をもっており、プリカーソル文明人たちが様々な遺物を現代に遺している。
詳細はジャック×ダクスター#プリカーソル文明を参照。
エコ (Eco)
この世界に存在する自然的なエネルギー物質。エネルギーの「色」で複数の種類が分かれており、それぞれ異なる特徴をもっている。
詳細はジャック×ダクスター#エコを参照。
エコ・コア (Eco Core)
エコの源が存在する場所。本作でジャックたちは、世界のエコ枯渇の原因をつきとめるために「エコ・コア」を探すことになる。

## 重要アイテム
緑のエコクリスタル (Green Eco Crystal)
緑のエコが詰まったクリスタル。ダークエコを他の色のエコに変換する力をもっている。
エコ・シーカー (Eco Seeker)
エコの源のある場所「エコ・コア」の位置を指し示すと言われている装置。
ベロニウム・パワーポッド (Velonium Power Pod)
ジャックたちの飛行機がブリンクに墜落した際、飛行機を修理するために必要になった機械。キャスタウェイが作ったロボット「ウーバーボット888」に搭載されている。「ベロニウム・パワーツール」ともいう。
光のエコ (Light Eco)
「光」を司るエコで、「ダークエコ」と対をなす存在。エコ・シーカーを起動するために必要になる。本作では「ライトエコドロップ」という球体型の光のエコが登場した。
コーディネイトスフィア (Coordinate Sphere)
エコ・シーカーの部品。全ての部品を集め修理しなければエコ・シーカーを起動させることはできない。厳密には「プリカーソル・ルーン・スフィア」（Precursor Rune Sphere）という。

## アイテムや仕掛け

### アイテム
アイテムボックス
ステージ内のあらゆるところに置いてある木箱。ジャックのどんな攻撃でも壊せる。中には「ライフパック」か、ガンスタッフの「弾丸」が入っている。
プリカーソル・オーブ (Precursor Orbs)
古代プリカーソル文明の遺物で、この世界では非常に珍しい石。ステージ内に隠されているものもあるが、ミニゲームをクリアすることなどでも手に入れることができる。ポーズメニュー内にある「ひみつ」から、入手したプリカーソル・オーブを消費して無敵や弾数無制限などのおまけ機能を買える。
箱
中に「アーマー」や「ガンスタッフの強化パーツ」などの特殊アイテムが入っている珍しい箱。普通の箱と違い攻撃で壊すことはできない。箱の近くに行くと「あける」アイコンが表示される。
ライフパック (Health Packs)
中に緑のエコが詰まったライフ回復アイテム。初期状態ではとると体力2つ分が回復する。
ダークエコ (Dark Eco)
敵を倒すと入手できる紫色のエネルギー。「緑のエコクリスタル」を用いることで、集めたダークエコを他の色つきエコの「エコスキル」に変換することができる。

### 仕掛け
エコ噴き出し口 (Eco Vent)
地面からエコが噴き出されている場所のこと。本作では「黄のエコ」の噴き出し口が登場する。
プリカーソルのトーテム像
上に乗るとエコパワーのリチャージができる（エネルギーメーターが満タンになる）。

## 敵キャラクター

### 種族・組織
ダークエコミュータント (Dark Eco Mutants)
ダークエコに侵されたモンスター。ダークダクスターのミッションで行くことになる下水道にはダークエコミュータントしか生息していない。
ロボット (Robots)
ブリンク・アイランドに登場する機械兵器。かつてキャスタウェイが自分を手伝わせるために制作したロボットが暴走し凶暴化したもの。
ブリンク・アイランドでのみ登場する。
スカイパイレーツ (Eco Pirates)
ブリンクにはびこるパイレーツ軍団。序盤の飛行ステージでのみ登場。
エアロパ軍 (Dark Aeropan Warriors)
ダークエコを体内に取り込み狂戦士となったエアロパ人の軍団。飛行ステージでも戦闘機に乗って登場する。
その他 (Other Enemies)
ブリンク・アイランドに生息する凶暴な野生生物。

### ボス
ウーバーボット888 (Uber-Bot 888)
キャスタウェイが制作した巨大ロボット。本体に「ベロニウム・パワーポッド」が搭載されている。キャスタウェイが作ったロボットの中でも最も凶悪。
アルファミュータント (Alpha Mutant)
大柄なダークエコミュータント。ファードロップで暴れまわっており、住民を困らせている。
女性パイレーツ (Pirate Lady)
バーターの酒場で対決することになる女性パイレーツ。倒せば「プリカーソル・ルーン・スフィア」を譲ってもらえる。
ハイパーミュータント (Hyper Mutant)
ストーリー終盤にエアロパシティで遭遇するとても凶暴なダークエコミュータント。シールドを張る能力をもっているほか、急激に行動速度を上げることもできる。2周目からは「ひみつ」機能を使わない限り、かなりの苦戦を強いられる。
モンスタースカイヒード (Skyheed)
本作のラスボス。スカイヒード公爵がダークエコの力で巨大化した姿。